# OpenHarmony
OpenHarmonyとは、OpenAtom Foundationとファーウェイによって開発されているオペレーティングシステム(OS)である。
マイクロカーネルが採用されており、幅広いデバイスに対応できることが特徴。IoE市場をターゲットとして開発されている。

## 特徴
マイクロカーネルが採用されており、128KBから1GBまでのメモリに対応した幅広いデバイスに一つのOSで対応できることが大きな特徴となっている。
ハードウェア性能に応じてMini、Small、Standardの3つのバージョンが使用可能であり、以下のように区別される。
Mini
128KB以上のメモリを搭載するデバイスで利用可能なバージョン。スマートホーム製品、センサーデバイス、ウェアラブルデバイスをターゲットとしており、通信と簡単なグラフィック表示、GPIO制御などに対応している。
Small
1MB以上のメモリを搭載するデバイスで利用可能なバージョン。防犯カメラ、ルーター、ドライブレコーダーなどをターゲットとしており、Miniをベースにセキュリティ機能の追加、グラフィックの向上、動画のエンコード/デコード対応などの変更がされている。
Standard
128MB以上のメモリを搭載するデバイスで利用可能なバージョン。スマートフォンやスマートディスプレイをターゲットとしており、アプリの実行や3Dグラフィックなどに対応している。

## バージョン

### 1.0

#### Mini・Small
- 128KB~128MBのメモリを搭載するデバイスでの動作に対応

### 2.0

#### Standard
- 128MB以上のメモリを搭載するデバイスでの動作に対応
- サブシステムの追加
- システムUI、デスクトップ、設定が追加
- アプリケーションフレームワークを刷新
- Ability Cross-platform Engineに対応
- JavaScriptアプリに対応
- オーディオ、ビデオの再生に対応したフレームワークを追加
- GPUに対応

### 2.2

#### Standard
- 分散フレームワークに対応
- クロスデバイス転送が追加

#### Mini
- Mini（LiteOS-A）でリアルタイムスケジューリングを改善
- Miniで画像レンダリングを改善

### 3.0[4]

#### Standard
- ServiceAbility、DataAbilityと複数スレッドへの対応
- URL形式でのファイルアクセスに対応
- PINロックに対応
- Ark JS compilerとOpenHarmony JavascriptUI frameworkで開発されたアプリの実行に対応
- 通知フレームワークと通知画面を追加
- 英語・記号・数字の基本的な入力に対応
- カメラでの基本的な撮影・録画・プレビューに対応
- 3Gでの通話とSMSに対応
- タイマー機能と時間帯の切り替えに対応
- デバイス間でのデータベースの共有に対応
- デバイス間での状態の共有と共有における権限管理に対応

#### Small・mini
- デバイス間での状態の共有に対応
- デバイス間での認証情報の共有に対応
- 31言語に追加対応
- アプリケーションの権限管理に対応

### 3.1[5]
- マウス、キーボード、スワイプジェスチャーに対応
- アカウント管理とデバイス間でのアカウント共有に対応
- セキュリティパッチの更新

#### standard
- 電源、バッテリー、発熱の管理に対応
- 基本的な権限の管理に対応
- 複数のhapパッケージのインストールに対応
- GPS、基地局情報による位置情報の取得に対応
- 複数のアカウントの管理に対応
- カードの表示に対応
- アクセシビリティ設定を追加
- デバイス間でのカメラ映像の共有に対応
- 画面分割、マルチウィンドウに対応
- 多言語に対応
- Bluetooth、P2Pでのファイル送受信に対応
- ロック画面を追加
- 壁紙の変更に対応
- バイブレーションモーターに対応